# Wangnieskeim
Wangnieskeim war ein Ort im Kreis Heiligenbeil in Ostpreußen. Heute befindet sich seine Ortsstelle im russischen Rajon Bagrationowsk (Stadtkreis Preußisch Eylau) in der Oblast Kaliningrad (Gebiet Königsberg (Preußen)).

## Geographische Lage
Die Ortsstelle von Wangnieskeim liegt im südlichen Westen der Oblast Kaliningrad, zwölf Kilometer nordöstlich der früheren Kreisstadt Heiligenbeil (russisch Mamonowo) bzw. 39 Kilometer nordwestlich der heutigen Rajonshauptstadt Bagrationowsk (deutsch Preußisch Eylau).

## Geschichte
Im Jahre 1494 wurde das damalige Wangeyszkeym erstmals urkundlich erwähnt und hieß nach 1494 Wangnißkeim, nach 1611 Wangnießkeim, nach 1620 Wangnikaim und vor 1820 bereits Wangnieskeim. Der ursprünglich große Hof war über Jahrhunderte Vorwerk zum Gutsbezirk Wolittnick (russisch Primorskoje) im ostpreußischen Kreis Heiligenbeil und zählte 1905 insgesamt 19 Einwohner. Der Gutsbezirk Wolittnick gehörte zum Amtsbezirk Balga (russisch: Wesjoloje). Am 30. September 1928 wurde der Gutsbezirk Wolittnick in eine gleichnamige Landgemeinde umgewandelt, die am 12. Juli 1929 in den Amtsbezirk Stuthenen umgegliedert  wurde, Dieser wiederum erhielt am 13. September 1929 die Bezeichnung „Amtsbezirk Wolittnick“.
Mach diesem aufwändigen strukturellen Änderungskarussel gab es für den kleinen Ort Wangieskeim noch eine letzte und entscheidende Veränderung, als 1945 in Kriegsfolge das gesamte nördliche Ostpreußen an die Sowjetunion abgetreten wurde. Dabei verliert sich die Spur des Ortes, es liegen keine Belege für eine russische Namensgebung, auch nicht für eine Zuordnung zu einem Dorfsowjet vor. Der Ort gilt damit als untergegangen. Seine Ortsstelle gehört zum Munizipalkreis Rajon Bagrationowsk (Stadtkreis Preußisch Eylau) in der Oblast Kaliningrad (Gebiet Königsberg (Preußen)) Russlands.

## Religion
Wangnieskeim war bis 1945 in das Kirchspiel der evangelischen Kirche Bladiau (russisch Pjatidoroschnoje) in der Kirchenprovinz Ostpreußen der Kirche der Altpreußischen Union eingegliedert.

## Verkehr
Die kaum noch erkennbare Ortsstelle von Wangnieskeim ist von Primorskoje (Wolittnick) aus auf Landwegen zu erreichen. Primorskoje Nowoje heißt heute die Bahnstation mit dem früheren Namen Wolittnick. Sie liegt an der Strecke der einstigen Preußischen Ostbahn, die heute nur noch teilweise als Bahnstrecke Kaliningrad–Mamonowo befahren wird.